# Minuartia khorassanica
Minuartia khorassanica är en nejlikväxtart som beskrevs av Mostafa Assadi och Mostafavi. Minuartia khorassanica ingår i släktet nörlar, och familjen nejlikväxter. Inga underarter finns listade i Catalogue of Life.